# Adam Gładyszewski
Adam Gładyszewski (ur. 14 listopada 1984) – polski strzelec sportowy. Od 1998 do 2004 roku zawodnik Lubelskiego Klubu Strzeleckiego "Unia". W klubie AZS Politechnika Lubelska występuje od 2004 roku. Od 2005 w KS Snajper Lublin. Specjalizuje się w strzelaniu konkurencji karabin pneumatyczny oraz karabin dowolny.
Srebrny medalista Letniej Uniwersjady 2007 w Bangkoku w konkurencji "karabin 50 metrów leżąc".